# HD 33283 b
HD 33283 b es un planeta extrasolar que orbita alrededor de HD 33283. La masa del planeta es 1/3 veces la de Júpiter o más o menos la misma que la de Saturno. Sin embargo, el planeta orbita muy cerca de su estrella, necesitando sólo 18 días para completar su órbita con una velocidad orbital de 86,5 km/s. Aun así, su órbita es caótica, acercándolo a 0,075 UA y alejándolo en 0,215 UA. El astrónomo Wladimir Lyra (2009) propuso el nombre Epimelius como posible nombre común para el planeta.